# Departamento Río Seco

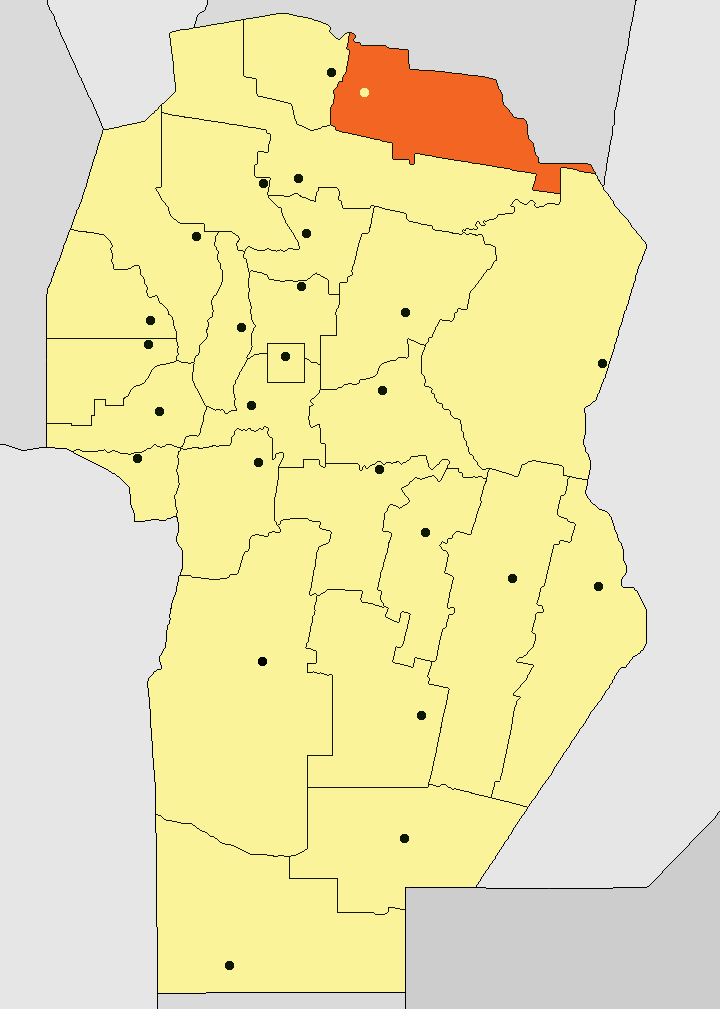
Lage des Departamento Río Seco in der Provinz Córdoba

Río Seco ist ein Departamento im nördlicheren Zentrum der zentralargentinischen Provinz Córdoba.
Insgesamt leben dort 15.302 Menschen auf 6825 km². Die Hauptstadt des Departamento ist Villa de María del Río Seco.

## Städte und Dörfer
- Cerro Colorado
- Chañar Viejo
- Eufrasio Loza
- Gutemberg
- La Rinconada
- Los Hoyos
- Puesto de Castro
- Rayo Cortado
- Santa Elena
- Sebastián Elcano
- Villa Candelaria Norte
- Villa de María del Río Seco[2]